# Arce (Navarra)
Arce (em castelhano) ou Artzi (em basco) é um município da Espanha na província e comunidade autónoma de Navarra. Tem 145,34 km² de área e em 2021 tinha 253 habitantes (densidade: 1,7 hab./km²).

## Demografia
| Variação demográfica do município entre 1991 e 2004 | Variação demográfica do município entre 1991 e 2004 | Variação demográfica do município entre 1991 e 2004 | Variação demográfica do município entre 1991 e 2004 |
| --------------------------------------------------- | --------------------------------------------------- | --------------------------------------------------- | --------------------------------------------------- |
| 1991                                                | 1996                                                | 2001                                                | 2004                                                |
| 259                                                 | 317                                                 | 275                                                 | 275                                                 |